# Forbrydelsen
Forbrydelsen (Brasil: The Killing – História de um Assassinato / Portugal: The Killing: Crónica de um Assassinato) é uma série de televisão dinamarquesa de 2007 criada por Soren Sveistrup e produzida pela DR, canal público dinamarquês, em parceria com a ZDF. 
O sucesso da exibição da série no Reino Unido estimulou o interesse de outros países pela produção, entre elas a criação de uma versão americana, The Killing - Além de um Crime, que estreou no canal a cabo AMC em 3 de abril de 2011, com uma première de duas horas. No Brasil, The Killing – História de um Assassinato estreou no +Globosat. Em Portugal, a série foi exibida no AXN Black, sob o título The Killing: Crónica de um Assassinato.
A primeira temporada contou com 20 episódios produzidos. Na história, Sarah Lund (Sofie Gråbøl), prestes a se mudar para Suécia, é encarregada pelo Departamento de Polícia de Copenhague a definir a linha de trabalho que será adotada por seu substituto, Jan Meyer (Søren Malling), nas investigações em torno do assassinato de Nanna Birk Larsen, uma jovem de 19 anos. Ao longo dos trabalhos, a dupla chega a diversos suspeitos, entre eles o candidato a prefeito Troels Hartmann (Lars Mikkelsen). Bem recebida pela crítica e pela audiência, a série conquistou dezenas de prêmios, entre eles o BAFTA Award, e duas nomeações ao Emmy Internacional.

## Enredo
A narrativa divide-se entre o trabalho da polícia, comandado por Sarah Lund, e a vida pessoal de cada personagem envolvido de alguma forma com o crime ou com as investigações.

## Elenco
- Sofie Gråbøl ... Sarah Lund
- Morten Suurballe ... Lennart Brix
- Lars Mikkelsen ...  Troels Hartmann
- Bjarne Henriksen ... Theis Birk Larsen
- Ann Eleonora Jørgensen ... Pernille Birk Larsen
- Marie Askehave ... Rie Skovgaard
- Anne Marie Helger ... Vibeke Lund
- Michael Moritzen ... Morten Weber
- Søren Malling ... Jan Meyer
- Nicolaj Kopernikus ... Vagn